# Hit the Latto
Hit the Latto è il terzo EP della rapper statunitense Mulatto. È stato pubblicato il 12 dicembre 2019.

## Descrizione
La rapper ha pubblicato un videoclip ufficiale per ogni traccia dell'EP su YouTube tra il 26 settembre 2019 e il 10 marzo 2020.

## Tracce
1. Latto – 2:10 (Alyssa Stephens, Ryan Martinez, Jordan Holt-May, Tee Romano, Joshua Parker)
2. No Panties – 2:33 (Stephens, Airik Wright)
3. Bitch from da Souf (Remix) (feat. Saweetie e Trina) – 3:44 (Stephens, Diamonté Harper, Joel Banks, Katrina Taylor, Taylor Banks)
4. Rich Sex – 2:58 (Stephens, Taylor Banks, Joel Banks)
5. Cheerleader – 2:40 (Stephens, Ken Bankhead, RTJ)
6. See Sum – 2:08 (Stephens, London Jae, Pliznaya)

Durata totale: 16:13